# Dmitri Konstantinowitsch Selenin

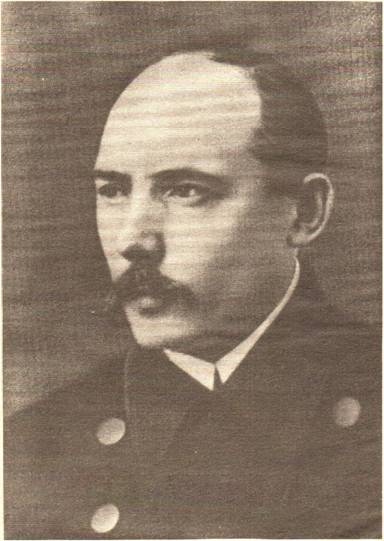
Dmitri Konstantinowitsch Selenin

Dmitri Konstantinowitsch Selenin (russisch Дмитрий Константинович Зеленин, wiss. Transliteration Dmitrij Konstantinovič Zelenin; * 21. Oktoberjul. / 2. November 1878greg. in Ljuk, Ujesd Sarapul, heute Udmurtien, Russland; † 31. August 1954) war ein russischer Ethnograph. Er forschte zu den Ostslawen und den Völkerschaften Ostsibiriens.

## Leben
Er absolvierte eine Ausbildung am Priesterseminar im damaligen Chlynow und ein Philologie-Studium an der Kaiserlichen Universität Dorpat und veröffentlichte ab 1900 Werke über russische Volkspoesie und Dialekte. 1916 wurde er Leiter der Abteilung für russische Sprache und Literatur an der Universität Charkow. 1925 wurde er Professor der Abteilung für Ethnographie der Universität Leningrad und wurde zum korrespondierenden Mitglied der Akademie der Wissenschaften der UdSSR ernannt.

## Veröffentlichungen (Auswahl)
- Russische (Ostslavische) Volkskunde. de Gruyter, Berlin / Leipzig 1927.
- Kult ongonov i Sibiri. Moskau 1936. (Der Ongon-Kult in Sibirien. Überbleibsel des Totemismus in der Ideologie der sibirischen Völker. Arbeiten des Instituts für Anthropologie, Archäologie und Ethnographie XIV. Ethnographische Serie Nr. 3, Akademie der Wissenschaften UdSSR, Moskau / Leningrad)
- Le culte des idoles en Sibérie. Payot, Paris 1952.